# 湯日昭
湯日昭（1551年—？），字子德，號見弦，直隸鎮江府丹陽縣人，軍籍，明朝政治人物。

## 生平
萬曆七年（1579年）己卯科應天府鄉試第十三名，萬曆八年（1580年）庚辰科會試第一百六十七名，登二甲第十二名進士。工部觀政，本年授户部主事，十二年升员外郎，十三年升郎中，萬曆十四年升任湖广永州府知府，十七年丁憂归乡。二十年（1592年）起任浙江溫州府知府，二十二年八月升浙江副使，二十六年升本省左参政、分守杭嘉湖，二十八年四月升本省按察使，管温处道事，二十九年加升右布政使兼佥事，三十二年升四川左布政使。

## 家族
曾祖湯遇，曾任壽官；祖父湯佐，曾任州判官；父湯岡，曾任府經歷。母吉氏。具庆下。